# Přeslička větevnatá
Přeslička větevnatá neboli cídivka větevnatá (Equisetum ramosissimum, syn.: Hippochaete ramosissima) je rostlina z čeledi přesličkovitých (Equisetaceae), což je jediná recentní čeleď oddělení přesličky (Equisetophyta).
Někteří autoři zastávají pojetí 1 recentního rodu přeslička (Equisetum), dělícího se do podrodů Equisetum a Hippochaete, toto pojetí zastává např. Kubát et al. (2002). Jiní autoři rozlišují 2 rody: přeslička (Equisetum) a cídivka (Hippochaete), např. Květena ČR. O rozdílech mezi těmito podrody či rody viz přeslička. Přeslička větevnatá je řazena do podrodu Hippochaete, pokud autor uznává Hippochaete jako rod, pak se tato rostlina jmenuje česky cídivka větevnatá.

## Popis
Přeslička větevnatá je vytrvalá, nejčastěji 20-100 cm vysoká rostlina. Stonek nepřezimuje, je sivozelený až světlezelený, je nevětvený nebo ve střední části (často nepravidelně) větvený. Stonek je žebrovaný, žebra na hřbetě mají mělkou karinální rýhu, která je lemovaná 2 řadami křemičitých hrbolků, které jsou navzájem často spojené v křemičité valy. Střední dutina stonku zabírá asi 1/2 průměru lodyhy. V uzlinách jsou pochvy, což je vlastně bočně srostlý přeslen listů. U přesličky větevnaté jsou pochvy zelenavé, jen dolní světle hnědé, vytrvalé (na rozdíl od přesličky zimní, u které pochvy černají a zuby opadávají), zuby jsou protažené v dlouhou špičku, která často zasychá a opadává. Na vrcholu lodyhy je solitérní, hrotitý výtrusnicový klas. O životním cyklu recentních přesliček viz článek přeslička.

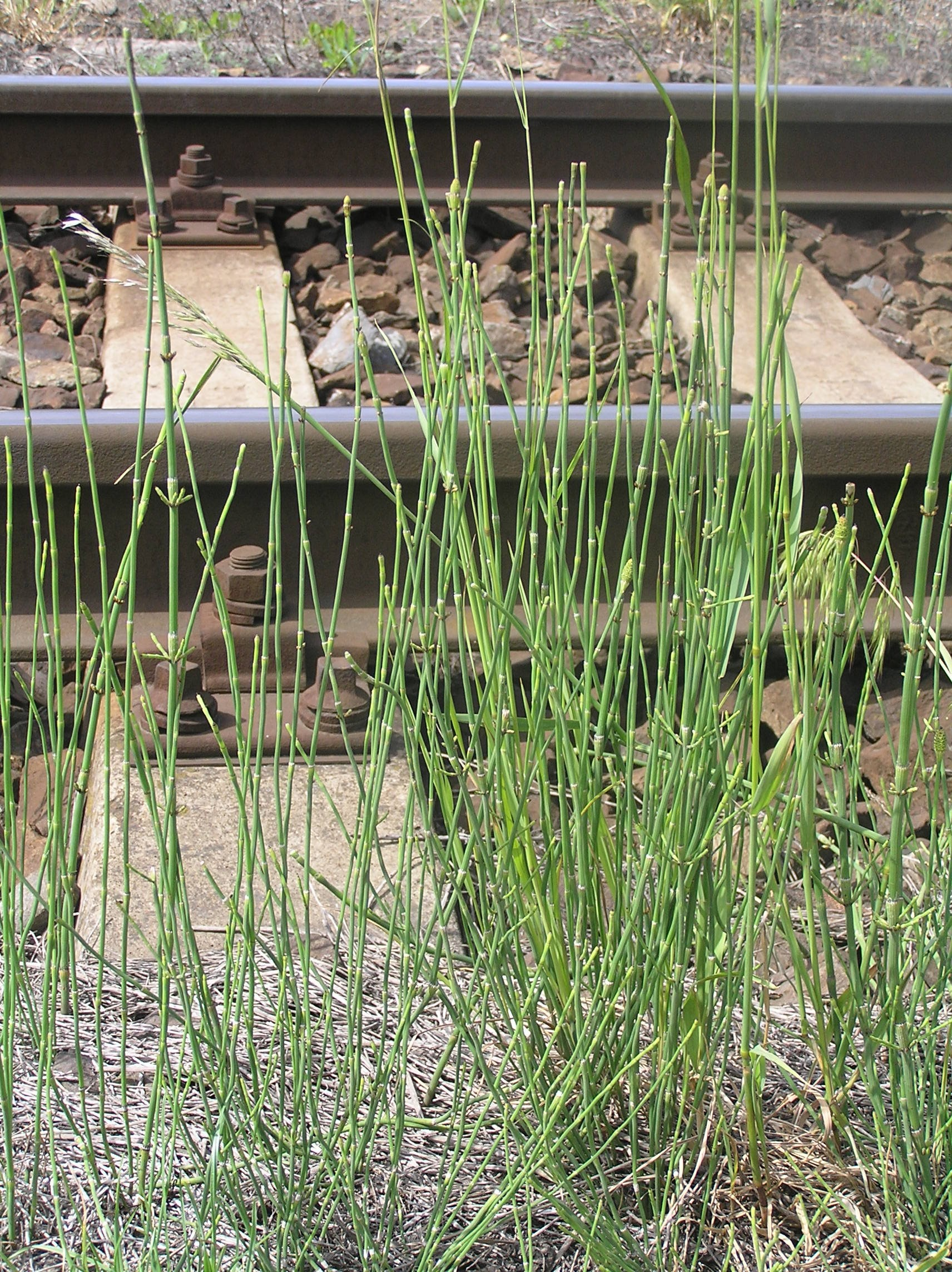
trs Přesličky větevnaté
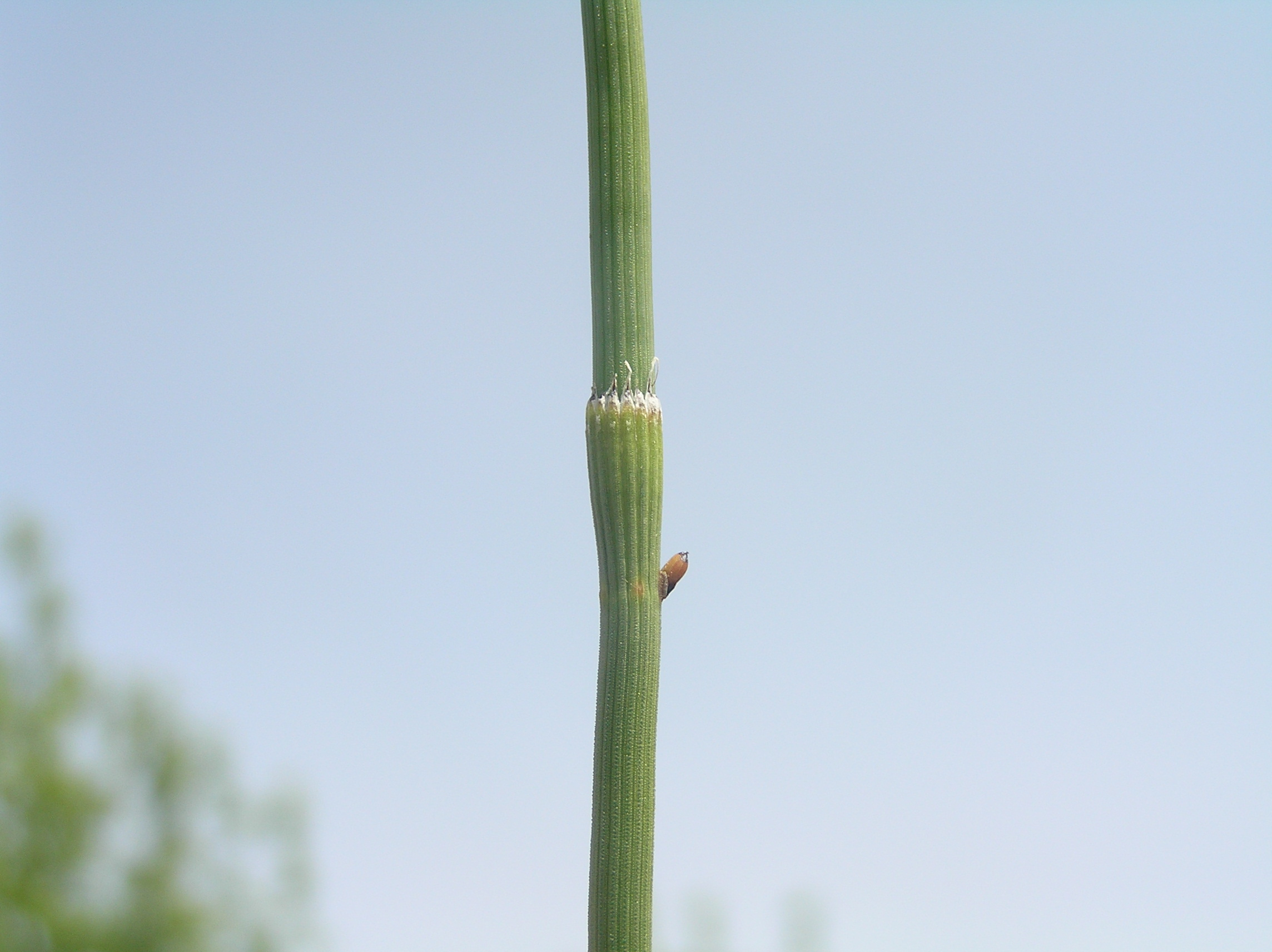
detail stonku
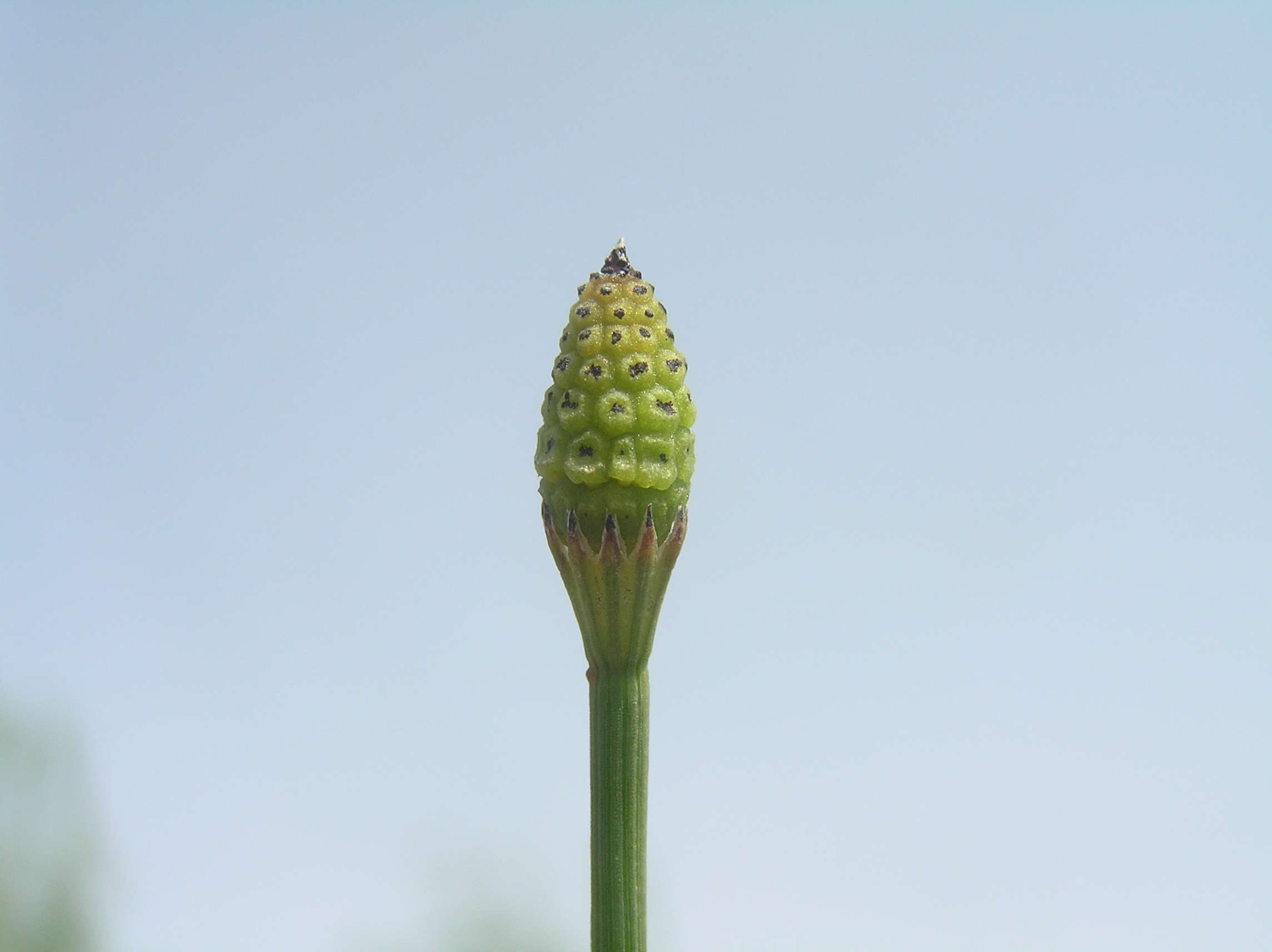
výtrusnicový klas
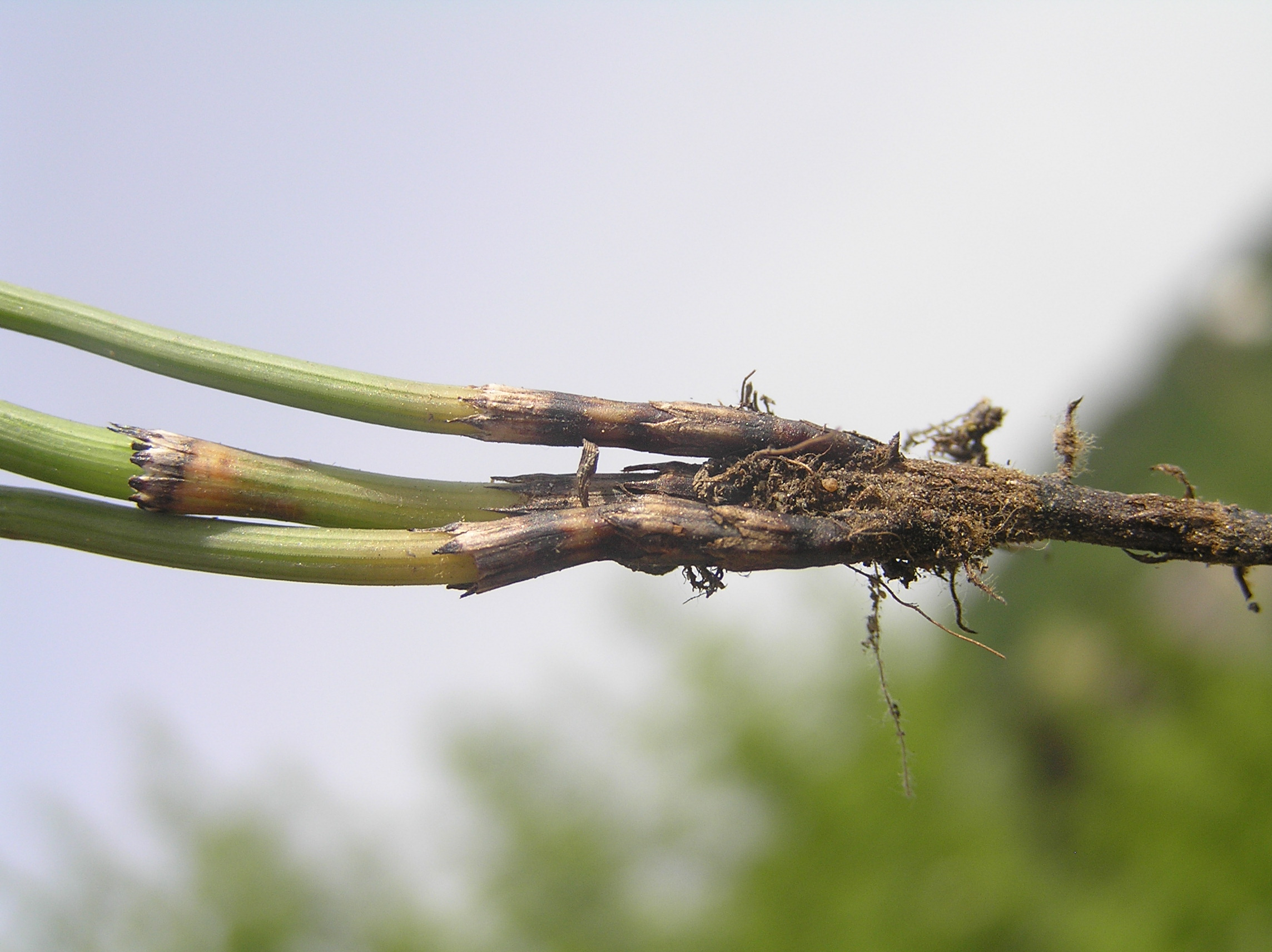
báze stonku

## Rozšíření ve světě
Přeslička větevnatá roste v Evropě, hlavně ve Středomoří, v Asii a v Africe od Etiopie po jižní Afriku a také na Madagaskaru. Byla zavlečena i do Severní Ameriky

## Rozšíření v Česku
V ČR je v teplých oblastech celkem častá. Roste na písčinách a v borech, častá je však i na druhotných stanovištích, zvláště při železnici. Nad 500 m n. m. zpravidla už neroste.

## Poznámka
Přeslička větevnatá se kříží s přesličkou zimní (Equisetum hyemale). Kříženec se jmenuje přeslička Mooreova (Equisetum × moorei), může se vyskytovat i nezávisle na rodičích.